# Джаргалах
Джаргалах (рос. Джаргалах) — село у Евено-Битантайському улусі Республіки Сахи Російської Федерації.
Населення становить 238 осіб. Належить до муніципального утворення Верхнєбитантайський наслег.

## Географія

### Клімат
| Клімат Джаргалаха         | Клімат Джаргалаха | Клімат Джаргалаха | Клімат Джаргалаха | Клімат Джаргалаха | Клімат Джаргалаха | Клімат Джаргалаха | Клімат Джаргалаха | Клімат Джаргалаха | Клімат Джаргалаха | Клімат Джаргалаха | Клімат Джаргалаха | Клімат Джаргалаха | Клімат Джаргалаха |
| Показник                  | Січ.              | Лют.              | Бер.              | Квіт.             | Трав.             | Черв.             | Лип.              | Серп.             | Вер.              | Жовт.             | Лист.             | Груд.             | Рік               |
| Середній максимум, °C     | −42,4             | −36,7             | −21,3             | −6                | 6,2               | 17,2              | 20,6              | 16,5              | 6,6               | −10,3             | −31,9             | −39,6             | −10               |
| Середня температура, °C   | −45,6             | −41,1             | −29,1             | −14,3             | 0,4               | 10,8              | 13,9              | 9,9               | 1,5               | −14,8             | −35,6             | −43               | −15               |
| Середній мінімум, °C      | −48,7             | −45,5             | −36,9             | −22,5             | −5,4              | 4,5               | 7,3               | 3,3               | −3,6              | −19,3             | −39,2             | −46,3             | −21               |
| Норма опадів, мм          | 8                 | 7                 | 6                 | 10                | 22                | 45                | 50                | 51                | 26                | 18                | 11                | 10                | 264               |
| ------------------------- | ----------------- | ----------------- | ----------------- | ----------------- | ----------------- | ----------------- | ----------------- | ----------------- | ----------------- | ----------------- | ----------------- | ----------------- | ----------------- |
| Джерело: climate-data.org |                   |                   |                   |                   |                   |                   |                   |                   |                   |                   |                   |                   |                   |

## Історія
Згідно із законом від 30 листопада 2004 року органом місцевого самоврядування є Верхнєбитантайський наслег.

## Населення
| 2002 | 2010 | 2012 | 2013 | 2014 | 2015 | 2016 |
| ---- | ---- | ---- | ---- | ---- | ---- | ---- |
| 285  | ↘269 | ↘261 | →261 | ↘252 | ↘248 | ↘236 |
| 2017 | 2018 |      |      |      |      |      |
| ↗242 | ↘238 |      |      |      |      |      |